# Byalakere, Chiknayakanhalli
Byalakere là một làng thuộc tehsil Chiknayakanhalli, huyện Tumkur, bang Karnataka, Ấn Độ.